# 김동규 (축구 선수)
김동규(한국 한자: 金東圭, 1981년 5월 13일 ~ )는 대한민국의 축구 선수이며, 포지션은 수비수이다.